# Plicanthus hirtellus
Plicanthus hirtellus är en bladmossart som först beskrevs av Friedrich Weber, och fick sitt nu gällande namn av Rudolf Mathias Schuster. Plicanthus hirtellus ingår i släktet Plicanthus och familjen Anastrophyllaceae. Inga underarter finns listade i Catalogue of Life.